# Präsidentschaftswahl in Finnland 1937

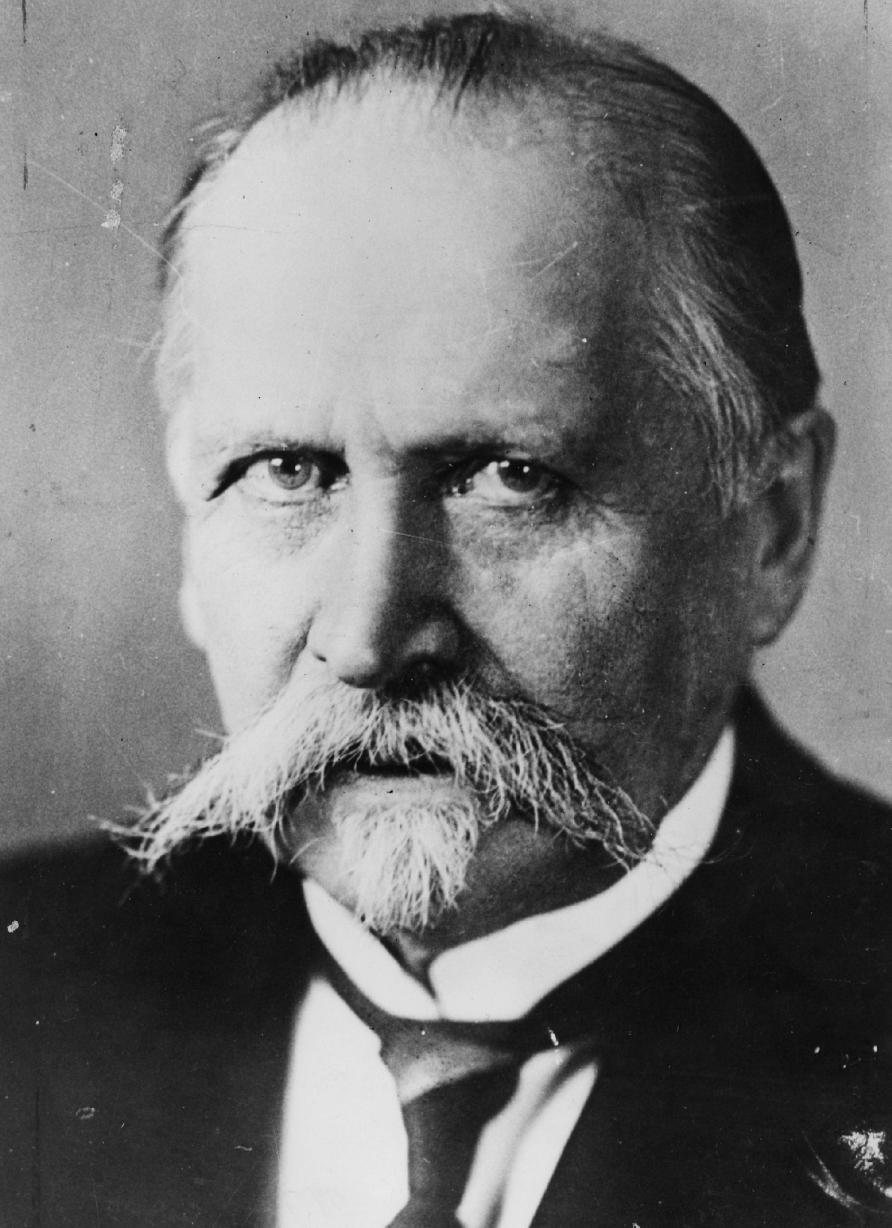
Der Landbund-Kandidat Kyösti Kallio wurde im zweiten Wahlgang gewählt.

Die Präsidentschaftswahl in Finnland 1937 war die vierte Wahl um das Präsidentenamt in Finnland.
Amtsinhaber Pehr Evind Svinhufvud, der von den politischen Rechten unterstützt wurde, unterlag im zweiten Wahlgang dem Landbund-Kandidaten Kyösti Kallio. Zuvor hatte Kaarlo Juho Ståhlberg im ersten Wahlgang die absolute Mehrheit um eine Stimme verpasst.

## Wahlen zum Wahlmännerausschuss
Die Wahlen zum Wahlmännerausschuss fanden am 15. und 16. Januar 1937 statt. Die Wahlbeteiligung lag bei 57,8 %.
| Sozialdemokratische Partei Finnlands Suomen Sosialidemokraattinen Puolue (SDP) Finlands Socialdemokratiska Parti | kein Kandidat                       | 30,68 | 341 408   | 95  |
| Nationale Sammlungspartei Kansallinen Kokoomuspuolue Samlingspartiet                                             | Pehr Evind Svinhufvud               | 21,62 | 240 602   | 63  |
| Vaterländische Volksbewegung Isänmaallinen Kansanliike (IKL) Fosterländska Folkrörelsen                          | Pehr Evind Svinhufvud               | 8,12  | 90 378    | 23  |
| Unterstützer Pehr Evind Svinhufvuds                                                                              | Unterstützer Pehr Evind Svinhufvuds | 29,75 | 330 980   | 86  |
| Landbund Maalaisliitto (ML) Agrarförbundet                                                                       | Kyösti Kallio                       | 16,60 | 184 668   | 56  |
| Nationale Fortschrittspartei Kansallinen Edistyspuolue Framstegspartiet                                          | Kaarlo Juho Ståhlberg               | 11,09 | 123 355   |     |
| Kleinbauernpartei Finnlands Suomen Pienviljelijäin Puolue (SPP)                                                  | Kaarlo Juho Ståhlberg               | 1,25  | 13 882    |     |
| Volkspartei Kansanpuolue                                                                                         | Kaarlo Juho Ståhlberg               | 0,42  | 4 659     |     |
| Schwedische Linke Ruotsalainen Vasemmisto (RV) Svensk Vänster (SV)                                               | Kaarlo Juho Ståhlberg               | 0,97  | 10 743    | 2   |
| Unterstützer Kaarlo Juho Ståhlbergs                                                                              | Unterstützer Kaarlo Juho Ståhlbergs | 13,72 | 152 640   | 38  |
| Schwedische Volkspartei Ruotsalainen Kansanpuolue (RKP) Svenska Folkpartiet (SFP)                                | kein Kandidat                       | 9,19  | 102 250   | 25  |
| |                                     |       |           |     |
| andere |                                     | 0,06  | 700       |     |
| |                                     |       |           |     |
| | Gesamt                              | 100   | 1 112 646 | 300 |

## Wahlergebnis
| Präsidentschaftswahl 1937 | Präsidentschaftswahl 1937 | Präsidentschaftswahl 1937 | Präsidentschaftswahl 1937 | Präsidentschaftswahl 1937 |
| Partei | Wahlmänner                | Kandidat                  | 1. Wahlgang               | 2. Wahlgang               |
| Partei | Wahlmänner                | Kandidat                  | Stimmen                   | Stimmen                   |
| --- | ------------------------- | ------------------------- | ------------------------- | ------------------------- |
| Landbund Maalaisliitto (ML) Agrarförbundet | 56                        | Kyösti Kallio             | 56                        | 177                       |
| Nationale Sammlungspartei Kansallinen Kokoomuspuolue Samlingspartiet Vaterländische Volksbewegung Isänmaallinen Kansanliike (IKL) Fosterländska Folkrörelsen                                                                        | 86                        | Pehr Evind Svinhufvud     | 94                        | 104                       |
| Nationale Fortschrittspartei Kansallinen Edistyspuolue Framstegspartiet Kleinbauernpartei Finnlands Suomen Pienviljelijäin Puolue (SPP) Volkspartei Kansanpuolue Schwedische Linke Ruotsalainen Vasemmisto (RV) Svensk Vänster (SV) | 38                        | Kaarlo Juho Ståhlberg     | 150                       | 19                        |
| Sozialdemokratische Partei Finnlands Suomen Sosialidemokraattinen Puolue (SDP) Finlands Socialdemokratiska Parti | 95                        | kein Kandidat             | -                         | -                         |
| Schwedische Volkspartei Ruotsalainen Kansanpuolue (RKP) Svenska Folkpartiet (SFP) | 25                        | kein Kandidat             | -                         | -                         |
| |                           |                           |                           |                           |
| Gesamt | 300                       |                           | 300                       | 300                       |